# Philodromus durvei
Philodromus durvei là một loài nhện trong họ Philodromidae.
Loài này thuộc chi Philodromus. Philodromus durvei được Benoy Krishna Tikader miêu tả năm 1980.